# Wolfgang Mathis
Wolfgang Mathis (* 13. Mai 1950 in Celle) ist ein deutscher Professor der Elektrotechnik. Er war Leiter des Instituts für Theoretische Elektrotechnik an der Gottfried Wilhelm Leibniz Universität Hannover und ist nun im Ruhestand.

## Berufliche Laufbahn
Mathis machte zunächst eine Ausbildung zum Fernsehtechniker, um anschließend an der Fachhochschule Hannover ein Studium der Elektrotechnik zu absolvieren. An der Technischen Universität Braunschweig erlangte er 1980 das Diplom in Physik und 1984 den Doktorgrad in Elektrotechnik. Er habilitierte 1988 an der TU Braunschweig auf dem Gebiet "Netzwerktheorie und rechnergestützter Schaltungsentwurf".
Von 1985 bis 1990 war er Assistenzprofessor an der Technischen Universität Braunschweig. 1990 war er Gastwissenschaftler im Labor von Leon Chua an der University of California in Berkeley, USA. Zwischen 1990 und 1996 arbeitete er als C3-Professor (Rechnergestützter Schaltungsentwurf und Theoretischen Elektrotechnik) an der Universität Wuppertal. 1995 war er Gastwissenschaftler an der Universität Łódź in Polen. Von 1996 bis 2000 war er an der Universität Magdeburg als C4-Professor (Elektronische Schaltungstechnik) wirksam. Ab 2000 ist er an der Gottfried Wilhelm Leibniz Universität Hannover (LUH) und war bis 2018 Leiter des Instituts für Theoretische Elektrotechnik. Seitdem nimmt er einen Lehrauftrag für Geschichte der Elektrotechnik und Informationstechnik für im Fachgebiet Didaktik der Elektrotechnik und Informatik (DEI) in der Fakultät für Elektrotechnik und Informatik der LUH wahr.
1997 wurde Mathis in den Elektrotechnikfachbereich der Deutschen Forschungsgemeinschaft gewählt und war von 2000 bis 2004 dessen Leiter.
Im VDE war er bis 2018 Fachbereichssprecher des Fachbereichs Mikro- und Nanoelektronik (ITG-FB 8) und Leiter des Fachausschusses Integrierte Systeme (ITG-FA 8.4) und der Fachgruppe Netzwerktheorie & Numerik (ITG-FG 8.4.1). Zudem war er Chairman bzw. Vice-Chairman der IEEE Circuits and Systems Society Deutschland. Von 2008 bis 2018 war er Landesvorsitzender der International Union of Radio Science (U.R.S.I.), Landesausschusses in der Bundesrepublik Deutschland e.V. und seitdem stellvertretender Landesvorsitzender. 
1999 wurde er mit dem ITG-Preis, dem Best Paper Award und dem IEEE Fellow Award ausgezeichnet. 2018 erhielt er die VDE Ehrenmedaille.
Seit 2001 ist er Mitglied in der Nordrhein-Westfälischen Akademie der Wissenschaften in der Klasse für Ingenieur- und Wirtschaftswissenschaften und seit 2008 Mitglied der Deutschen Akademie der Technikwissenschaften (acatech). Seit 2022 ist er Fellow of Asia-Pacific Artificial Intelligence Association (AAIA). Seit 1982 Gesellschaft für die Geschichte der Wissenschaften, der Medizin und Technik (GWMT).

## Veröffentlichungen (Auswahl)
- Theorie nichtlinearer Netzwerke, Springer-Verlag, Berlin-Heidelberg-New York 1987
- Die Kunst des Entwurfs elektronischer Schaltungen, mit J. Krehnke, deutsche Bearbeitung (orig. von T. H. O’Dell), Springer-Verlag, Berlin-Heidelberg-New York 1990
- Oszillatoren, mit G. Kurz, Dr. Alfred Hüthig Verlag, Heidelberg 1994
- Theoretische Elektrotechnik – Elektronik, mit K. Küpfmüller, G. Kohn, A. Reibiger, Springer-Verlag, Berlin-Heidelberg 2002
- Küpfmüller Theoretische Elektrotechnik, mit A. Reibiger, 20. Aufl., Springer-Verlag, Berlin-Heidelberg 2017
- Problems and Solutions in Banach Spaces, Hilbert Spaces, Fourier Transform, Wavelets, Generalized Functions and Quantum Mechanics, mit W.-H. Steeb, World Scientific, Singapore 2023

Dazu kommen zahlreiche Buchbeiträge, Veröffentlichungen in Zeitschriften und Tagungsbeiträge.